# Кавказ (фрегат)
«Кавказ» — парусный фрегат Каспийской флотилии Российской империи, находившийся в составе флота с 1784 по 1797 год, один из пяти фрегатов одноимённого типа. В течение службы совершал плавания в Каспийском море и принимал участие в бомбардировке Баку 1791 года, а по окончании службы был разобран в Астрахани.

## Описание судна
Парусный деревянный фрегат одноимённого типа, одно из пяти судов этого типа, строившихся для нужд Каспийской флотилии на Казанской верфи с 1784 по 1798 год. Длина судна по сведениям из различных источников могла составлять от 30,48 до 30,5 метра, ширина от 7,9 до 7,92 метра, а осадка от 2,4 до 2,44 метра. Вооружение судна составляли четырнадцать 6-фунтовых орудий и шесть полуфунтовых фальконетов, в некоторых источниках указывается, что на фрегаты было установлено 16 орудий.

## История службы
Фрегат «Кавказ» был заложен в 1783 году на стапелях Казанской верфи и после спуска на воду в 1784 году вошёл в состав Каспийской флотилии России. Строительство вели кораблестроители Ф. Д. Игнатьев и Протопопов.
В кампанию 1784 года фрегат был переведён по Волге с верфи в Астрахань и вместе с фрегатом «Астрахань» 26 июля (6 августа) вытянулся на астраханский рейд. 1 (12) августа в составе эскадры под общим командованием капитана 1-го ранга П. И. Ханыкова и 6 (17) августа бросил якорь на реке Яме, где уже находился бомбардирский корабль. 26 сентября (7 октября) все корабли эскадры ушли в Астрахань, а «Кавказ» остался на зимовку на ямском рейде. С начала 1785 года фрегат находился в крейсерском плавании у персидских берегов, где в июле был сменен фрегатом «Астрахань».
С 1786 по 1794 год также выходил в плавания в Каспийское море в составе отрядов кораблей Каспийской флотилии, доходя до берегов Персии.
В 1790 году фрегат совершил переход из Зинзили в Астрахань, где подвергся тимберовке.
В 1791 году в связи с попыткой бакинского наместника отделиться от Дагестана и просьбой Ших-али-хана о помощи в разрешении этого вопроса во главе отрада, состоявшего помимо фрегата из транспортного судна «Урал» и бота № 1, был направлен к Баку. 21 августа (1 сентября) 1791 года отряд подошёл к городу и, приступив к его бомбардировке, спустя 2 часа вынудил бакинского наместника отказаться от своих намерений. Помимо этого в результате последующих переговоров был заключен выгодный для российской торговли договор.
В 1792 году выходил в плавания к берегам Персии. В кампанию следующего 1793 года перешел в Саяны, где его командир капитан-лейтенант И. И. Арсеньев был назначен на транспортное судно «Урал». В течение кампании 1794 года находился при астраханском порте.
В кампанию 1796 года фрегат находился в ветхом состоянии и 1 (12) августа был подписан указ о постройке вместо него в Казанском адмиралтействе для нужд Каспийской флотилии аналогичного судна. В 1797 году фрегат был признан полностью негодным для несения дальнейшей службы и разобран в Астраханском порту.

## Командиры фрегата
Командирами фрегата «Кавказ» в составе Российского императорского флота в разное время в звании капитан-лейтенантов служили:
- А. В. Моллер (1790—1791 годы)[14];
- И. И. Арсеньев (1792—1793 годы)[10];
- Г. П. Ватронвиль (1794 год)[комм. 5][11].

### Комментарии
1. ↑  Также в рамках серии были построены фрегаты «Астрахань», «Кизляр», № 1 и № 2[1].
2. ↑  100 футов[2].
3. ↑  26 футов[2].
4. ↑  8 футов[2].
5. ↑  Француз на русской службе, также встречается вариант написания фамилии Ватронвил[11].